# Raimo Vistbacka
Raimo Viljam Vistbacka, né le 19 octobre 1945 à Kauhava, est un homme politique Finlandais et ancien membre du parlement de Finlande.

## Biographie
Vistbacka est diplômé d’un master en droit (varatuomari) et fût le chef de la police rurale (nimismies) à Alajärvi entre les années 1982-1996. Il a été élu pour la première fois au parlement en 1987, représentant le prédécesseur du Parti des Finlandais, le Parti rural de Finlande. Lorsque le Parti des Finlandais a été fondé en 1995, Vistbacka est nommé premier député du parti. Il a démissionné du parlement en avril 2011 prendre une "une période de repos".
En 2010 Vistbacka a déclaré qu’il espérait que le Parti des Finlandais ne devrait pas avoir plus de 10–14 députés (le nombre total de députés en Finlande est de 200). Vistbacka estime qu'un groupe parlementaire plus important ne peut être géré.
Vistbacka quitte le Parti des Finlandais en 2017 pour rejoindre le parti politique nommé « Bleu ». Il est candidat aux éléctions législatives finlandaise de 2019 mais n'est pas élu,.
Lors des élections municipales de 2021, Vistbacka est candidat dans la circonscription d'Alajärvi sur la liste du Parti de la coalition en tant qu'indépendant et est élu avec 70 voix.